# ایگور شووالوف
ایگور شووالوف (روسی: И́горь Ива́нович Шува́лов؛ IPA: [ˈigərʲ ɪˈvanəvʲɪtɕ ʂʊˈvaləf]؛ زادهٔ ۴ ژانویهٔ ۱۹۶۷) سیاست‌مدار اهل روسیه است. وی برندهٔ جوایزی همچون نشان الکساندر نوسکی شده‌است.